# Příbram (huyện)
Huyện Příbram (tiếng Séc: Okres Příbram) là một huyện (okres) nằm trong vùng Trung Bohemia của Cộng hòa Séc. Huyện Příbram có diện tích 1628 km², dân số năm 2002 là 107260 người. Thủ phủ huyện đóng ở Příbram. Huyện này có 120 khu tự quản.

## Các khu tự quản
Huyện Příbram có 120 khu tự quản sau: